# Kendlspitze
Kendlspitze är en bergstopp i Österrike.   Den ligger i distriktet Lienz och förbundslandet Tyrolen, i den centrala delen av landet, 300 km väster om huvudstaden Wien. Toppen på Kendlspitze är 3 088 meter över havet, eller 262 meter över den omgivande terrängen. Bredden vid basen är 2,2 km.
Terrängen runt Kendlspitze är huvudsakligen mycket bergig. Runt Kendlspitze är det ganska glesbefolkat, med 26 invånare per kvadratkilometer.. Närmaste större samhälle är Matrei in Osttirol, 6,2 km sydväst om Kendlspitze. 
I omgivningarna runt Kendlspitze växer i huvudsak blandskog.